# Мемориал памяти жертв коммунистического террора в Торнякалнсе
Мемориал памяти жертв коммунистического террора в Торнякалнсе (латыш. Komunistiskā terora upuru piemiņas vieta Torņakalnā) находится в Риге, около железнодорожной станции Торнякалнс, и посвящён людям, депортированным советскими властями в 1941 году. Основу мемориала составляют пять камней, символизирующие «разорённые семейные очаги и три высланных поколения». У здания станции установлен товарный вагон, аналогичный использовавшимся для вывоза депортированных семей.
Мемориал начал формироваться в 1990 году с установки первого памятного камня. 14 июня 1996 года возле камня был установлен товарный вагон. 14 июня 2001 года был открыт президентом Латвии В. Вике-Фрейбергой как официальный мемориал. Планируется дальнейшее развитие мемориала, а также открытие в здании станции Торнякалнс информационного центра, посвящённого депортациям.